# Adrianavoay
 (avril 2020).
Si vous disposez d'ouvrages ou d'articles de référence ou si vous connaissez des sites web de qualité traitant du thème abordé ici, merci de compléter l'article en donnant les références utiles à sa vérifiabilité et en les liant à la section « Notes et références ».
 (avril 2020).
Améliorez-le ou discutez des points à vérifier. 
Genre
Espèces de rang inférieur
- † A. baroni (Newton (d), 1893) (espèce type)

Adrianavoay est un genre fossile de Crocodyliformes de la famille des Teleosauridae qui vivait au Jurassique moyen (Bathonien) de Madagascar.

## Systématique
L'espèce type de Adrianavoay, Adrianavoay baroni, a été initialement nommée Steneosaurus baroni par Richard Bullen Newton (d) en 1893 sur la base d'un crâne partiel répertorié « NHMUK PV R 1999 », et d'un ostéoderme associé provenant de dépôts d'âge bathonien à Andranosamonta, Madagascar. Dans sa thèse non publiée de 2019, Michela Johnson (d) a inventé le nomen ex dissertationae Adrianvoay pour Steneosaurus baroni, le nom du genre signifiant « noble crocodile » en malgache.